# إميل يوهانسون (ملاكم)
إميل يوهانسون (بالسويدية: Emil Johansson)‏ (11 سبتمبر 1907 - 10 ديسمبر 1986) هو ملاكم سويدي، صنّف ضمن فئة الوزن الثقيل الخفيف ‏. شارك في الألعاب الأولمبية الصيفية 1928.

## وصلات خارجية
- إميل يوهانسون على موقع أوليمبيديا (الإنجليزية)
- إميل يوهانسون على موقع اللجنة الأولمبية السويدية (السويدية)